# رایموندو اینفانته
رایموندو اینفانته (اسپانیایی: Raimundo Infante‎; ۲ فوریهٔ ۱۹۲۸ – ۷ سپتامبر ۱۹۸۶) بازیکن فوتبال اهل شیلی بود.
از باشگاه‌هایی که در آن بازی کرده‌است می‌توان به باشگاه فوتبال یونیورسیداد کاتولیکا اشاره کرد.
وی همچنین در تیم ملی فوتبال شیلی بازی کرده‌است.